# Aeroportul Internațional Platov
Aeroportul Internațional Platov (IATA: ROV, ICAO: URRP) este un aeroport din Aksaysky District⁠(d), Regiunea Rostov, Rusia ce deservește zona Rostov-pe-Don. Aeroportul a fost tranzitat în 2021 de 2.897.938 de pasageri. A fost deschis în 1 decembrie 2017.
Situat la o altitudine de 70 m, aeroportul dispune de 1 pistă și ocupă o suprafață de 50.629 m². Este operat de Airports of Regions⁠(d).

## Infrastructură

### Piste
Aeroportul dispune de o singură pistă. Pista are orientarea 05/23.